# Nicky Little
Nick Tyrone Little (Tokoroa, 13 settembre 1976) è un rugbista a 15 neozelandese, internazionale per Figi.
È cugino del centro degli All Blacks Walter Little.

## Carriera
Little è il secondo marcatore dell'Oceania ancora in fase di attività, con 646 punti segnati con la propria nazionale.
Nei primi anni di carriera, il rugbista giocò in squadre della provincia neozelandese, prima di trasferirsi nel 1999 in Inghilterra ai Sale Sharks. Successivamente ha effettuato altre esperienze in Europa, tra le quali il Petrarca Rugby di Padova, prima di arrivare nel 2009 al Bath Rugby, squadra dove Little milita ancora.
In nazionale, Little ha debuttato nel 1996, a 19 anni, contro il Sudafrica. Il giocatore è stato convocato per la Coppa del Mondo di Rugby del 2003 e per quella del 2007, dove era presente nella formazione che sconfisse il Galles nella fase eliminatoria. Sfortunatamente però si infortunò, non potendo poi disputare il match dei quarti di finale poi perso contro il Sudafrica.
Nel 2009, il Western Daily Press annuncerà il contratto da lui firmato per un anno che lo legherà al Bath Rugby.
È stato convocato dal commissario tecnico della nazionale per i test match in Novembre contro Irlanda e Scozia, entrambi persi.